# Sulu (otočje)
Sulu je otočje u jugozapadnom dijelu Filipina, koje tvori sjevernu granicu Celebeskog mora.
Otočje nije, kao što se često smatralo, ostatak kopnenog mosta između Bornea i Filipina. Umjesto toga, ono je izloženi rub malih podmorskih hrptova nastalih tektonskim naginjanjem na morskom dnu. Basilan, Jolo i ostali otoci u ovom otočju ugasli su vulkanski stošci, koji se dižu iz južnog grebena. Ovo je otočje važni migracijski put za ptice.
Najveći gradovi u ovom području su na otocima Maimbung i Jolo.
Ovo je otočje domom autohtonih stanovnika Tausuga; raznih skupina Samala (ili Sama), uključujući polunomadsko pleme Badjaw; plemena Yakan i Jama Mapun. Jezik Tausug govori se naširoko na Suluu kao prvi i drugi jezik. Jezik yakan govori se uglavnom na otoku Basilanu. Brojna narječja Sinama govore se na cijelom otočju, od otočne skupine Tawi-Tawi, do otočne skupine Mapun, obala Mindanaoa i šire.
Lokalni pobunjenički pokret za nezavisnost smatra ga dijelom Morolanda.

## Vanjske poveznice
|  | Zajednički poslužitelj ima još gradiva o temi Sulu (otočje) |